# Kabinett Fabius
Das Kabinett Fabius wurde am 20. Juli 1984 ernannt, nachdem Laurent Fabius am 18. Juli 1984 das Amt des Premierministers übernommen hatte. Es löste das dritte Kabinett Mauroy ab und wurde in der Folgezeit mehrmals umgebildet. Die Regierung war bis zum 21. März 1986 im Amt und wurde dann vom Kabinett Chirac II abgelöst.

## Kabinett

### Minister
Dem Kabinett gehörten folgende Minister an:
| Amt                                                           | Name                    | Beginn der Amtszeit | Ende der Amtszeit  |
| ------------------------------------------------------------- | ----------------------- | ------------------- | ------------------ |
| Premierminister                                               | Laurent Fabius          | 18. Juli 1984       | 21. März 1986      |
| Staatsminister, Minister für Planung und Raumplanung          | Gaston Defferre         | 20. Juli 1984       | 21. März 1986      |
| Minister für Wirtschaft, Finanzen und Haushalt                | Pierre Bérégovoy        | 20. Juli 1984       | 21. März 1986      |
| Siegelbewahrer, Justizminister                                | Robert Badinter         | 20. Juli 1984       | 19. Februar 1986   |
| Siegelbewahrer, Justizminister                                | Michel Crépeau          | 19. Februar 1986    | 21. März 1986      |
| Außenminister                                                 | Claude Cheysson         | 20. Juli 1984       | 7. Dezember 1984   |
| Außenminister                                                 | Roland Dumas            | 7. Dezember 1984    | 21. März 1986      |
| Verteidigungsminister                                         | Charles Hernu           | 20. Juli 1984       | 20. September 1985 |
| Verteidigungsminister                                         | Paul Quilès             | 20. September 1985  | 21. März 1986      |
| Minister für Inneres und Dezentralisierung                    | Pierre Joxe             | 20. Juli 1984       | 21. März 1986      |
| Landwirtschaftsminister                                       | Michel Rocard           | 20. Juli 1984       | 4. April 1985      |
| Landwirtschaftsminister                                       | Henri Nallet            | 4. April 1985       | 21. März 1986      |
| Ministerin für industrielle Weiterentwicklung und Außenhandel | Édith Cresson           | 20. Juli 1984       | 21. März 1986      |
| Minister für nationale Bildung                                | Jean-Pierre Chevènement | 20. Juli 1984       | 21. März 1986      |
| Ministerin für Soziales und nationale Solidarität             | Georgina Dufoix         | 20. Juli 1984       | 21. März 1986      |
| Minister für Urbanismus, Wohnungsbau und Verkehr              | Paul Quilès             | 20. Juli 1984       | 20. September 1985 |
| Minister für Urbanismus, Wohnungsbau und Verkehr              | Jean Auroux             | 20. September 1985  | 21. März 1986      |
| Minister für Handel, Handwerk und Tourismus                   | Michel Crépeau          | 20. Juli 1984       | 19. Februar 1986   |
| Minister für Handel, Handwerk und Tourismus                   | Jean-Marie Bockel       | 19. Februar 1986    | 21. März 1986      |
| Minister für Europaangelegenheiten und Regierungssprecher     | Roland Dumas            | 20. Juli 1984       | 7. Dezember 1984   |
| Minister für Arbeit, Beschäftigung und berufliche Bildung     | Michel Delebarre        | 20. Juli 1984       | 21. März 1986      |
| Umweltministerin                                              | Huguette Bouchardeau    | 20. Juli 1984       | 21. März 1986      |
| Minister für Forschung und Technologie                        | Hubert Curien           | 20. Juli 1984       | 21. März 1986      |
| Kulturminister                                                | Jack Lang               | 7. Dezember 1984    | 21. März 1986      |
| Minister für Neukaledonien                                    | Edgard Pisani           | 21. Mai 1985        | 15. November 1985  |

### Beigeordnete Minister und Staatssekretäre
Dem Kabinett gehören ferner folgende Beigeordnete Minister und Staatssekretäre an:
| Amt | Name                        | Beginn der Amtszeit | Ende der Amtszeit  |
| --- | --------------------------- | ------------------- | ------------------ |
| Beigeordnete Ministerin beim Premierminister für die Rechte der Frauen                                                  | Yvette Roudy                | 20. Juli 1984       | 21. März 1986      |
| Beigeordneter Minister für Jugend und Sport                                                                             | Alain Calmat                | 20. Juli 1984       | 21. März 1986      |
| Beigeordneter Minister beim Premierminister für die Beziehungen zum Parlament                                           | André Labarrère             | 20. Juli 1984       | 21. März 1986      |
| Beigeordneter Minister für Zusammenarbeit und Entwicklung im Außenministerium                                           | Christian Nucci             | 20. Juli 1984       | 21. März 1986      |
| Beigeordneter Minister für Post und Telekommunikation im Ministerium für industrielle Weiterentwicklung und Außenhandel | Louis Mexandeau             | 20. Juli 1984       | 21. März 1986      |
| Beigeordneter Minister für Landwirtschaft und Forsten im Landwirtschaftsministerium                                     | René Souchon                | 4. April 1985       | 21. März 1986      |
| Staatssekretär beim Premierminister für den öffentlichen Dienst und die Vereinfachung der Verwaltung                    | Jean Le Garrec              | 20. Juli 1984       | 21. März 1986      |
| Staatssekretär beim Premierminister für Kommunikationstechnik                                                           | Georges Fillioud            | 20. Juli 1984       | 12. März 1986      |
| Staatssekretär beim Premierminister für soziale Wirtschaft                                                              | Jean Gatel                  | 20. Juli 1984       | 21. März 1986      |
| Staatssekretär beim Premierminister für die Verhütung schwerer Natur- und Technologierisiken                            | Haroun Tazieff              | 20. Juli 1984       | 21. März 1986      |
| Staatssekretär für den Haushalt im Ministerium für Wirtschaft, Finanzen und Haushalt                                    | Henri Emmanuelli            | 20. Juli 1984       | 21. März 1986      |
| Staatssekretär für Verbraucherangelegenheiten im Ministerium für Wirtschaft, Finanzen und Haushalt                      | Catherine Lalumière         | 20. Juli 1984       | 7. Dezember 1984   |
| Staatssekretärin für Europaangelegenheiten im Außenministerium                                                          | Catherine Lalumière         | 7. Dezember 1984    | 21. März 1986      |
| Staatssekretär im Außenministerium                                                                                      | Jean-Michel Baylet          | 20. Juli 1984       | 21. März 1986      |
| Staatssekretär für Rentner und Senioren im Ministerium für Soziales und nationale Solidarität                           | Joseph Franceschi           | 20. Juli 1984       | 21. März 1986      |
| Staatssekretär für Gesundheit im Ministerium für Soziales und nationale Solidarität                                     | Edmond Hervé                | 20. Juli 1984       | 21. März 1986      |
| Staatssekretär für Rückkehrer im Ministerium für Soziales und nationale Solidarität                                     | Raymond Courrière           | 20. Juli 1984       | 21. März 1986      |
| Staatssekretär für die Überseegebiete im Ministerium für Inneres und Dezentralisierung                                  | Georges Lemoine             | 20. Juli 1984       | 21. März 1986      |
| Staatssekretär für Verkehr im Ministerium für Urbanismus, Wohnungsbau und Verkehr                                       | Jean Auroux                 | 20. Juli 1984       | 20. September 1985 |
| Staatssekretär für Verkehr im Ministerium für Urbanismus, Wohnungsbau und Verkehr                                       | Charles Josselin            | 15. November 1985   | 21. März 1986      |
| Staatssekretär für Meeresangelegenheiten im Ministerium für Urbanismus, Wohnungsbau und Verkehr                         | Guy Lengagne                | 20. Juli 1984       | 21. März 1986      |
| Staatssekretär für Universitäten im Ministerium für nationale Bildung                                                   | Roger-Gérard Schwartzenberg | 20. Juli 1984       | 21. März 1986      |
| Staatssekretär für technische und technologische Bildung im Ministerium für nationale Bildung                           | Roland Carraz               | 20. Juli 1984       | 21. März 1986      |
| Staatssekretär für Veteranen und Kriegsopfer im Verteidigungsministerium                                                | Jean Laurain                | 20. Juli 1984       | 21. März 1986      |
| Staatssekretär für Energie im Ministerium für industrielle Weiterentwicklung und Außenhandel                            | Martin Malvy                | 20. Juli 1984       | 21. März 1986      |
| Staatssekretär für Landwirtschaft und Forsten im Landwirtschaftsministerium                                             | René Souchon                | 20. Juli 1984       | 4. April 1985      |
| Staatssekretär im Ministerium für Handel, Handwerk und Tourismus                                                        | Jean-Marie Bockel           | 20. Juli 1984       | 19. Februar 1986   |